# 小盾龍屬
小盾龍屬（屬名：Scutellosaurus）意為“有小盾的蜥蜴”，是植食性恐龍(實際上要到中生代末期才有草等禾本科植物，所以不能稱為草食性恐龍)的一屬，生存於侏儸紀，早侏罗世的北美洲，約2億年前到1億9600萬年前。小盾龍是目前已知最原始的裝甲類恐龍。與小盾龍最親近的物種應為腿龍，腿龍僅能以四足行走，而小盾龍是可以二足行走或奔跑。

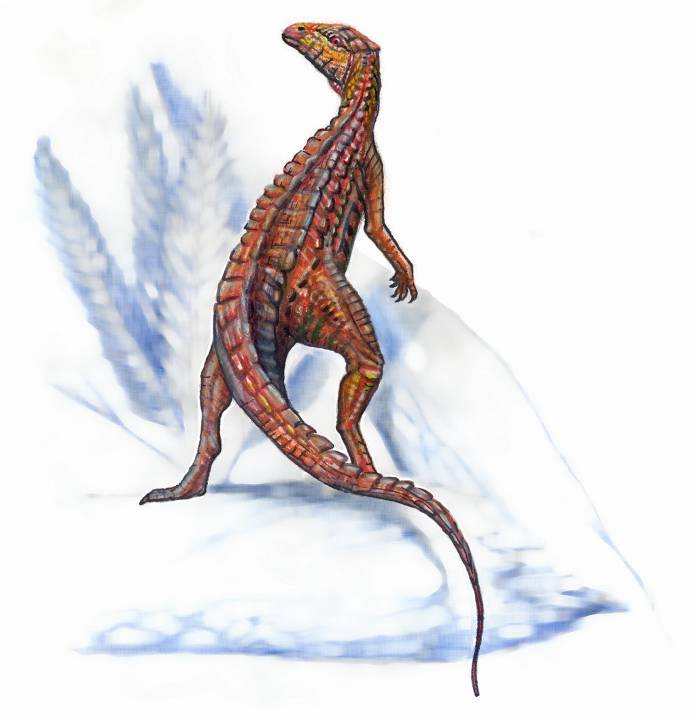
小盾龍的想像圖

小盾龍身長約1.2公尺，臀部高度為0.5公尺，重達10公斤。牠們擁有小型頭顱骨、長身體、纖細四肢、後肢比前肢長、臀部寬、長尾巴。小盾龍的化石包括兩個發現於亞利桑那州的部份骨骸，但頭顱骨部分只有發現下頷，牠們可用簡單頰齒來切斷、咬碎植物。小盾龍的頸部到背部、體側、尾巴，覆蓋者約300個鱗甲，最大的鱗甲排列在背部中線1、2排。